# メニフィー (カリフォルニア州)
メニフィー（Menifee）は、アメリカ合衆国カリフォルニア州南部内陸に位置する都市。ロサンゼルス東郊のインランド・エンパイアと呼ばれる地域内、リバーサイド郡南西部、リバーサイド市の南南東約40kmに位置する。人口は102,527人（2020年国勢調査）。
メニフィーは2008年10月1日に、サンシティ、クエイルバレー、ロモランド（一部）等の国勢調査指定地域（CDP）を含む一帯が法人化、市制を施行して成立した。

## 歴史
18世紀にスペイン帝国の支配下に入る以前には、今日のメニフィー市があるこの地にはルイセーニョ族、ことにペチャンガ・バンドが住み着いていた。1848年に米墨戦争が終結すると、この地を含む広大な土地がメキシコからアメリカ合衆国に割譲された。やがて、1850年にカリフォルニアが州に昇格した後、19世紀中盤に入ると、この地は一帯における農業の中心地となった。加えて、1880年代初頭には、ケンタッキー州出身のルーサー・メニフィー・ウィルソンがこの地で石英を発見し、鉱業が興った。メニフィーという地名は、このルーサー・メニフィー・ウィルソンにちなんでいる。
1891年、チャールズ・クーパーはロサンゼルスの銀行家と組んで、現在の市北西部にあたるクエイルバレーの土地3,000エーカー（12.14km2）を購入した。その後しばらくの間は、この土地はウズラ、ワタオウサギ、鳩等の狩場として使われていたが、1920年代に売却され、クラブハウス、テニスコート、乗馬施設、プール等を備えた、「レイク・エルシノール・ロッジ」（Lake Elsinore Lodge）というカントリークラブとして整備された（後にクーパーの子によって「クエイルバレー・カントリークラブ」に改名された）。
現在のメニフィー市北東部を含むロモランドは、1924年にロモランド農場として始まった。ここでは4-5エーカー（1.6-2ha）程度の小さな農場が営まれ、イチジクが栽培された。
サンシティは、1957年にリチャード・ランドという土地開発家が、ランズデールという計画都市を造るべく、ニューポート牧場を購入したのが始まりであった。ランズは小さなモーテルとオフィスを造っただけで終わったが、その数年後、アリゾナ州サンシティを造ったデル・ウェブが、南カリフォルニアにも新たな「サンシティ」を造るべく、ランドやこの地の農民たちから、1エーカーあたり500-900ドルで土地を購入していった。ウェブが買った土地は、現在の市南部を東西に通るスコット・ロードから北へ、市最北部のエサナック・ロードに至るまで、合計14,000エーカー（56.66km2）にのぼった。この「サンシティ」は、1961年12月に整地が始まり、翌1962年6月にシビック・センターとモデルホームが完成、その後すぐにゴルフ場やショッピングセンターが続き、やがて全てのアメニティが整った。加えて、1989年には、現在の市東部のメニフィー・レイク地区の開発が計画的に進み、この地域はさらに成長した。
2008年6月3日、住民投票の結果によりこの地の法人化が可決され、リバーサイド郡26番目の市となる新市が設立されることに決まった。メニフィー市という名になったこの新市は、同年10月1日に正式に市制を施行した。

## 地理

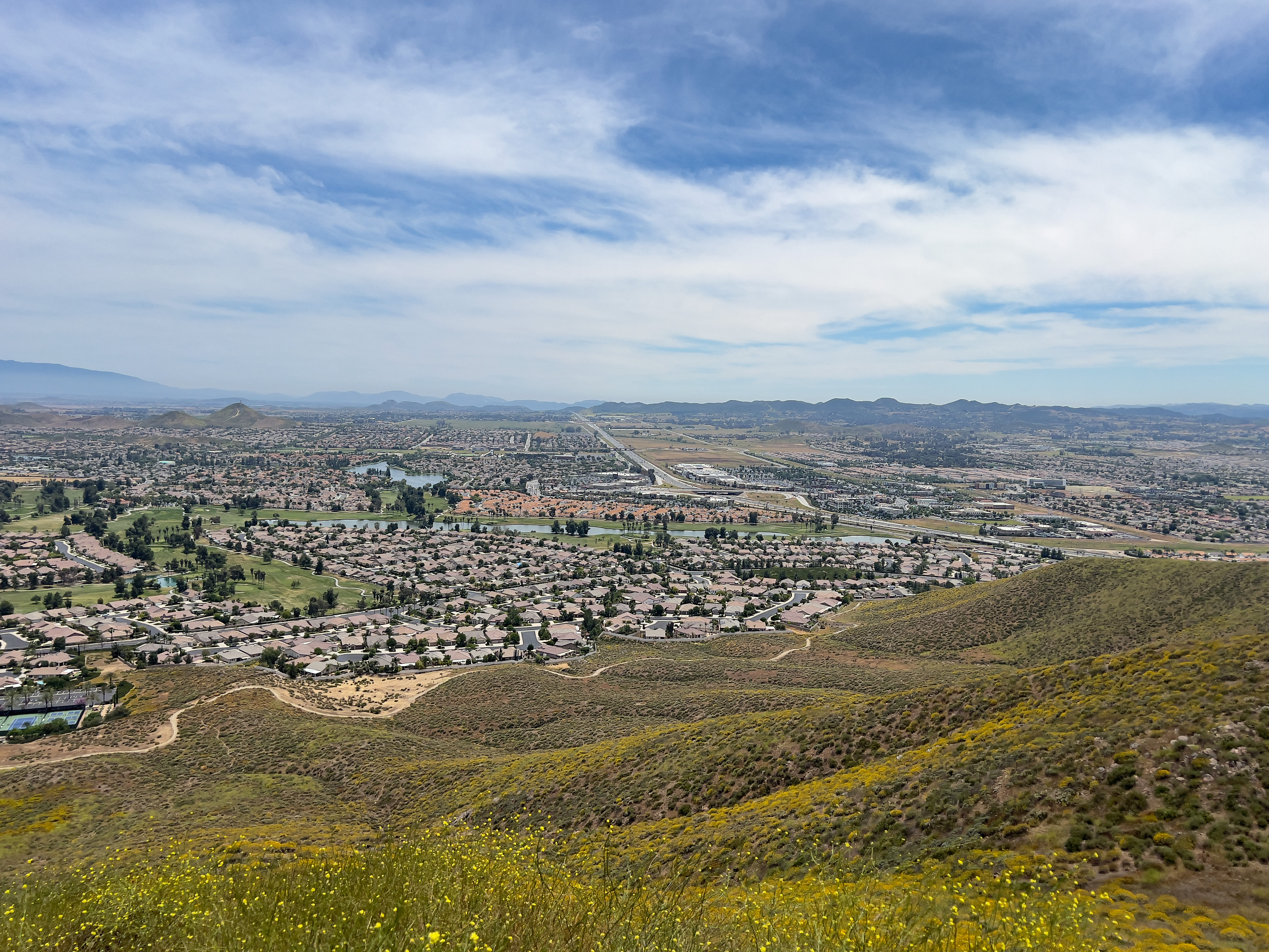
メニフィー遠景

メニフィー市庁舎は北緯33度41分15秒 西経117度10分28秒 / 北緯33.68750度 西経117.17444度に位置している。市域中央部、州間高速道路州間高速道路15号線の支線であるI-215の、ニューポート・ロードに設けられた出入口を中心に小規模な中心業務地区（CBD）が形成されており、市庁舎はその北西部に立地している。市はリバーサイド郡南西部にあり、ペリスの南、マリエータの北に隣接している。リバーサイドからは南南東へ約40キロメートル、ロサンゼルスからは東南東へ約120キロメートルである。
アメリカ合衆国国勢調査局によると、メニフィー市は総面積120.75km2（46.62mi2）である。そのうち120.37km2（46.48mi2）が陸地で0.38km2（0.15mi2）が水域である。総面積の0.31%が水域となっている。市の標高は市庁舎の位置で436メートルである。

## 気候
メニフィーを含むインランド・エンパイアの気候は、1年を通じて乾燥し、特に乾燥の強い夏と、乾燥が和らぎ温暖な冬とに特徴付けられる。また、乾燥しているため、（特に夏季の）気温の日較差が大きい。ケッペンの気候区分では、地中海性気候（Cs）から砂漠気候（BW）への移行区間にあり、ステップ気候（BS）に属する。気候についてはリバーサイド (カリフォルニア州)#気候も参照のこと。
|                   | 1月  | 2月  | 3月  | 4月  | 5月  | 6月  | 7月  | 8月  | 9月  | 10月 | 11月 | 12月 | 年   |
| ----------------- | ---- | ---- | ---- | ---- | ---- | ---- | ---- | ---- | ---- | ---- | ---- | ---- | ---- |
| 平均気温（℃）     | 10.6 | 11.9 | 13.0 | 15.8 | 18.8 | 22.7 | 25.6 | 25.9 | 23.9 | 19.3 | 13.8 | 10.6 | 17.7 |
| 平均最高気温（℃） | 18.9 | 20.2 | 20.9 | 24.8 | 27.8 | 33.3 | 36.3 | 36.7 | 33.7 | 29.0 | 23.2 | 19.8 | 27.1 |
| 平均最低気温（℃） | 2.4  | 3.7  | 5.1  | 6.9  | 9.8  | 12.2 | 14.9 | 15.2 | 14.2 | 9.6  | 4.3  | 1.4  | 8.3  |
| 降水量（mm）      | 68   | 83   | 50   | 17   | 8    | 1    | 1    | 6    | 4    | 6    | 17   | 26   | 287  |

## 政治
メニフィーはシティー・マネージャー制を採っている。シティー・マネージャーは市議会の任命によって就任し、市の行政実務の長としての役割を果たす。シティー・マネージャーは、市の政策策定にあたって市議会に助言および必要な情報提供をし、市議会の策定した政策を効率的・効果的に実行し、市政府各局長を任命し、市議会の目標および政策に沿って市の行政サービスが高い水準で提供されていることを保証し、市の予算を作成・管理する責任を負う。
市の立法機関である市議会は市長および4人の議員から成っている。4人の市議員全員が、市を4つに分けた小選挙区から1人ずつ選出される。市長は市議員とは別に、全市から選出される。副市長は市議員の中から選出される。市長・市議員とも、その任期は4年で、2年ごとに市議員の半数を改選する。

## 交通

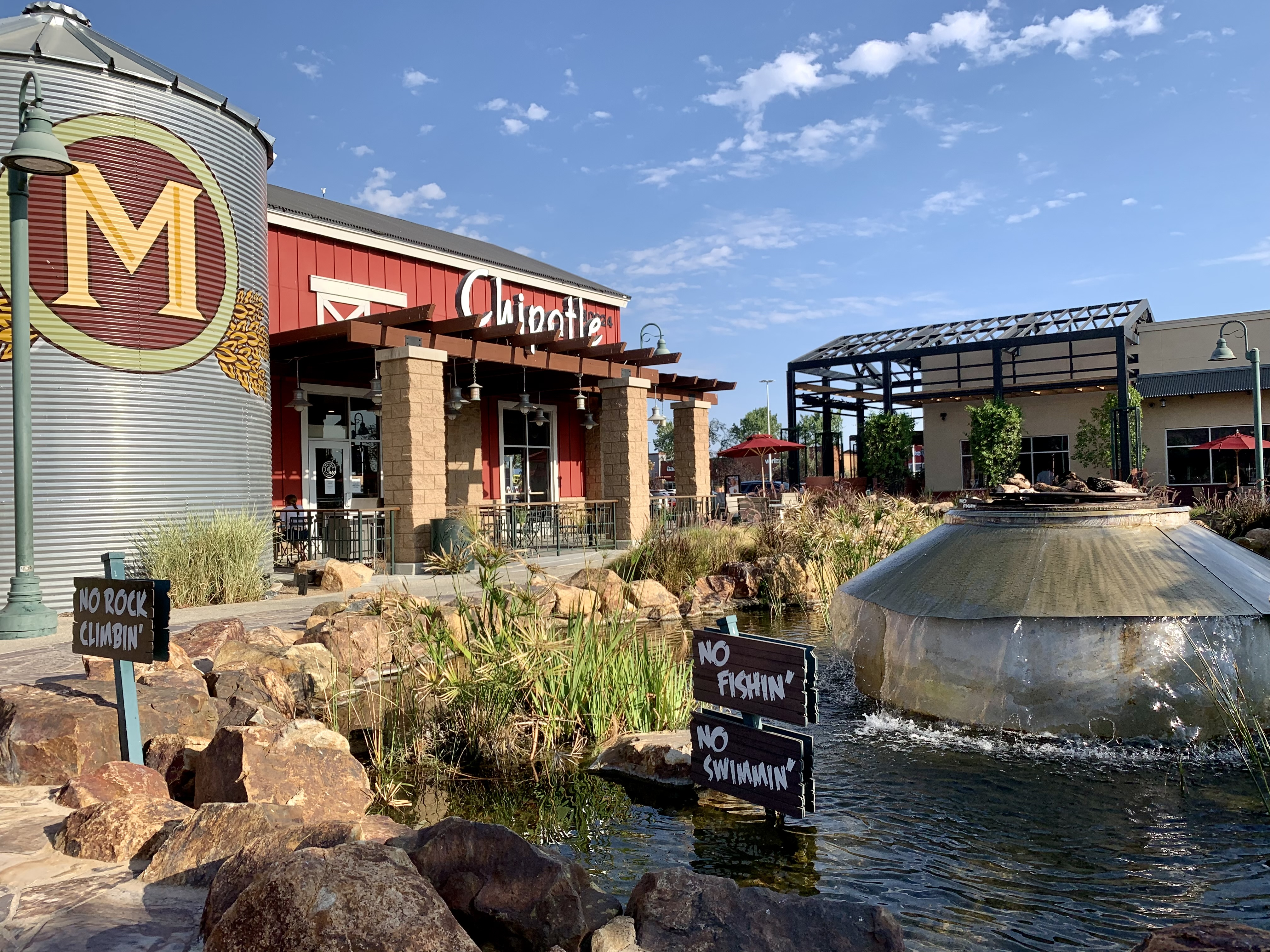
ショッピングセンター

州間高速道路15号線の支線である215号線はメニフィー市域中央部を南北に通っている。この高速道路からは、前述のニューポート・ロードへのものを含め、市内（もしくは市境上）に4ヶ所の出入口が設けられている。この高速道路は、北へはリバーサイドの中心部近くを通ってサンバーナーディーノで15号線と合流/分岐し、また南へはマリエータで15号線と合流/分岐する。
リバーサイド市を中心に、リバーサイド郡内の路線バス網を運行しているリバーサイド交通局（Riverside Transit Agency、RTA）はメニフィーもカバーしており、#61および#74の2系統がメニフィー市域内を走っている。この両系統とも、ペリス・ステーション・トランジット・センターでメトロリンク（91/ペリスバレー線）に接続している。

## 教育
メニフィーにおけるK-12のうち、8年生までの課程は主にメニフィー連合学区の管轄下にある公立学校によって支えられている。同学区は小学校（幼稚園・1-5年生）10校、中学校（6-8年生）3校、小中一貫のSTEAM教育校1校を有し、約10,700人の児童・生徒を抱えている。市の一部は隣接するロモランド学区の管轄区域にあり、同学区の小学校4校のうち1校、および同学区唯一の中学校がメニフィー市域内に置かれている。メニフィー連合学区の中学校を卒業した生徒はペリス連合高校学区の管轄下にある高校（9-12年生）に進学する。同学区の5校の高校（うち1校は継続教育校）のうち、1校（パロマバレー高校）はメニフィー市域内に置かれている。

## 文化と名所
市南西部、メニフィーバレー中学校の隣にはメニフィー歴史博物館が立地している。同館は2016年にメニフィーバレー歴史協会が設立したもので、メニフィーの歴史に関する事物を収蔵・展示し、一般に公開している。
市北東部、州道74号線沿いにはモッテ旧車博物館が立地している。同館はこの地の農家であったモッテ家の古い納屋を改装して博物館にしたもので、1910-60年代にわたる旧車25台以上を収蔵・展示している。

## 註
1. 1 2 3 4 5  History. City of Menifee. 2022年1月10日閲覧.
2. ↑  QuickFacts: Menifee city, California. U.S. Census Bureau. 2020年.
3. 1 2 3  History of Menifee Roads. City of Menifee. 2022年1月13日閲覧.
4. ↑  City of Menifee Boundary Map. City of Menifee. 2022年1月10日閲覧.
5. ↑  Historical Weather for Sun City, California, United States of America. Weatherbase.com. 2022年1月10日閲覧.
6. ↑  City Manager. City of Menifee. 2022年1月11日閲覧.
7. ↑  City Council, City of Menifee Voting Districts. City of Menifee. 2020年11月. 2022年1月11日閲覧.
8. ↑  Maps & Schedules, System Map. Riverside Transit Agency. 2022年1月. 2022年1月11日閲覧.
9. ↑  About Us. Menifee Union School District. 2022年1月10日閲覧.
10. ↑  Menifee Union Elementary. U.S. News & World Report. 2022年1月10日閲覧.
11. ↑  Romoland Elementary. U.S. News & World Report. 2022年1月10日閲覧.
12. ↑  High Schools in Perris Union High District. U.S. News & World Report. 2022年1月10日閲覧.
13. ↑  History Museum. Menifee Valley Historical Association. 2022年1月11日閲覧.
14. ↑  Home. Motte Historical Museum. 2022年1月11日閲覧.